# Кузьминчук, Сергей Вадимович
 Сергей Вадимович Кузьминчук (род. 1989, Владивосток, СССР) — российский военнослужащий, майор, Герой Российской Федерации (2022).

## Биография
Родился в 1989 году во Владивостоке Приморского края.
В 2006 году поступил в Дальневосточное высшее общевойсковое командное училище которое закончил в 2010 году. Службу проходил в 155-й отдельной гвардейской бригаде морской пехоты Тихоокеанского флота (г. Владивосток), занимая должности с командира взвода до командира батальона. Участник военной операции в Сирии и миротворческой миссии в Нагорном Карабахе.
С 24 февраля 2022 года в составе своего подразделения принимал участие во вторжении России на Украину. В ходе выполнения специальной задачи был ранен. Кузьминчук командовал десантно-штурмовым батальоном 155 обрмп, как минимум трёх человек из командования бригады украинские власти обвиняли в непосредственной причастности к убийствам мирных граждан в Буче, Ирпене и Гостомеле.
Участник программы Время героев. В январе 2025 года назначен федеральным инспектором по Камчатскому краю аппарата полномочного представителя Президента Российской Федерации в Дальневосточном федеральном округе.

## Награды
В 2022 году Указом Президента России Владимира Путина за «мужество и героизм, проявленные при выполнении боевого задания» удостоен звания Героя Российской Федерации.